# 사야 데 말하 뱅크
사야 데 말하 뱅크(mesh skirt bank)는 세계에서 가장 큰 수중 환초 중 하나이며, 모리셔스에 위치한다. 세계에서 가장 크다고 알려진 그레이트 차고스 뱅크(great chagos bank)보다 약 3배나 더 큰 환초이다. 이 환초는 3,500만년전 레위니옹 화산으로 인해 생성되었고 석회암과 현무암으로 구성되어있다. 현재는 혹등고래와 대왕고래의 번식지이다.